# Colaptes auratus
Colaptes auratus là một loài chim trong họ Picidae.

## Hình ảnh

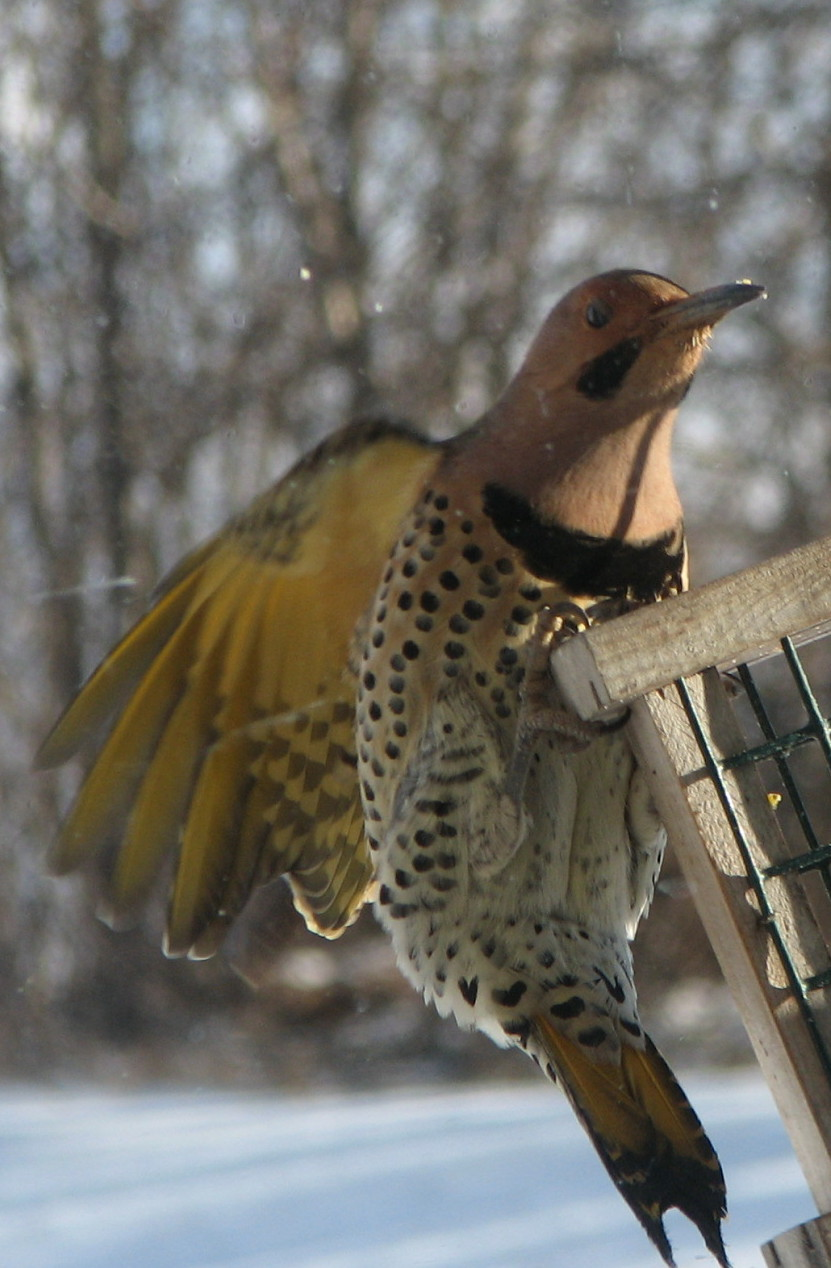
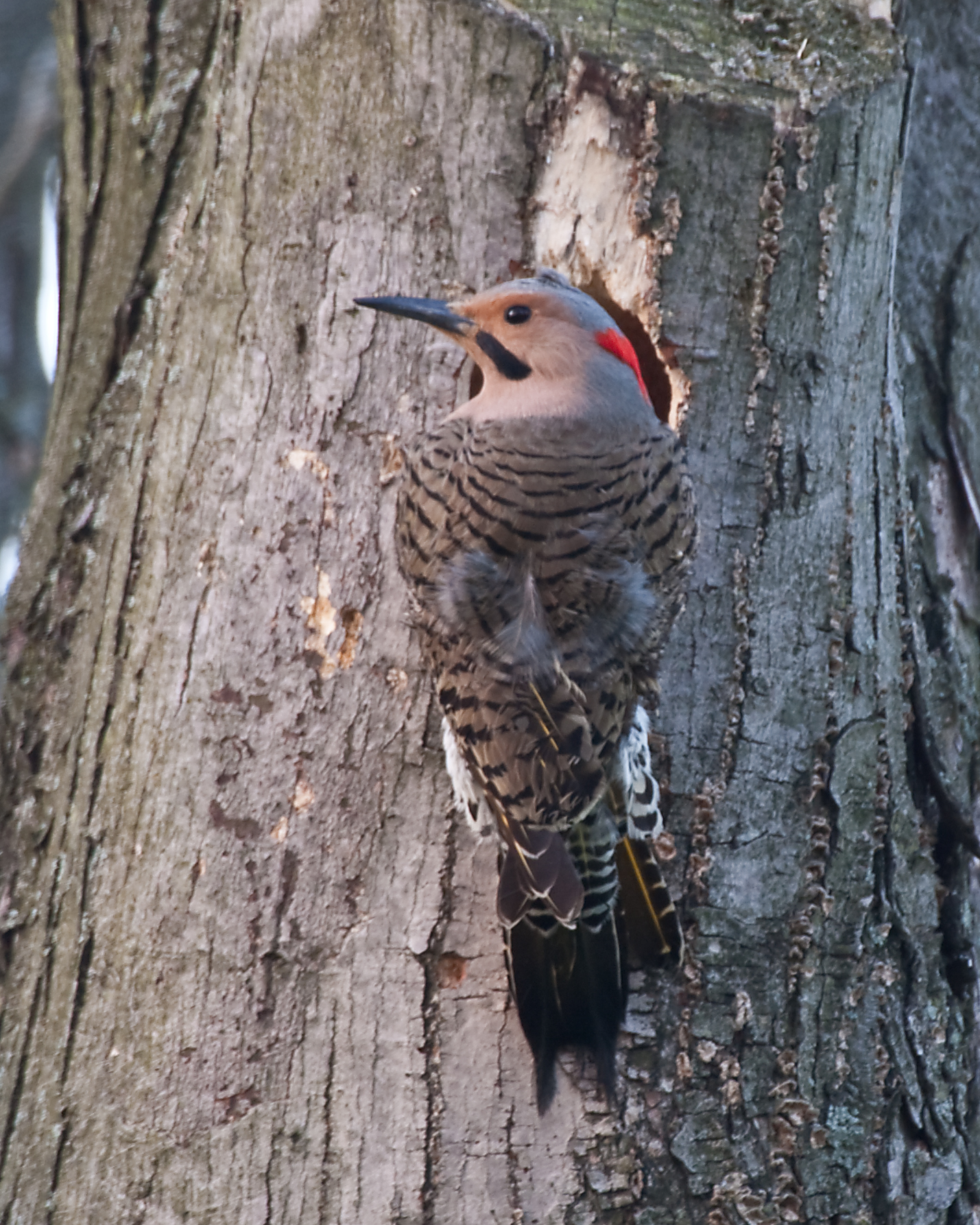
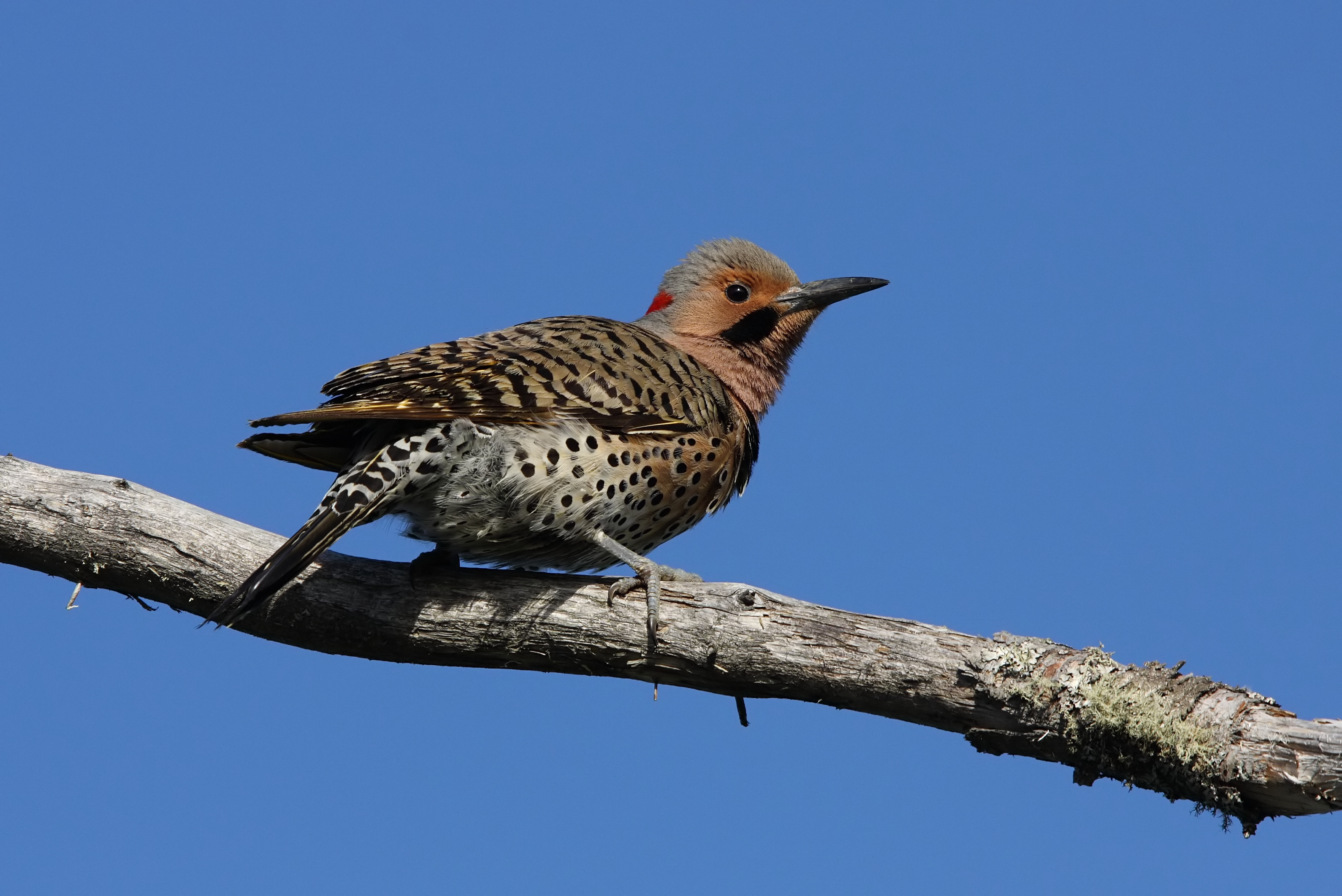
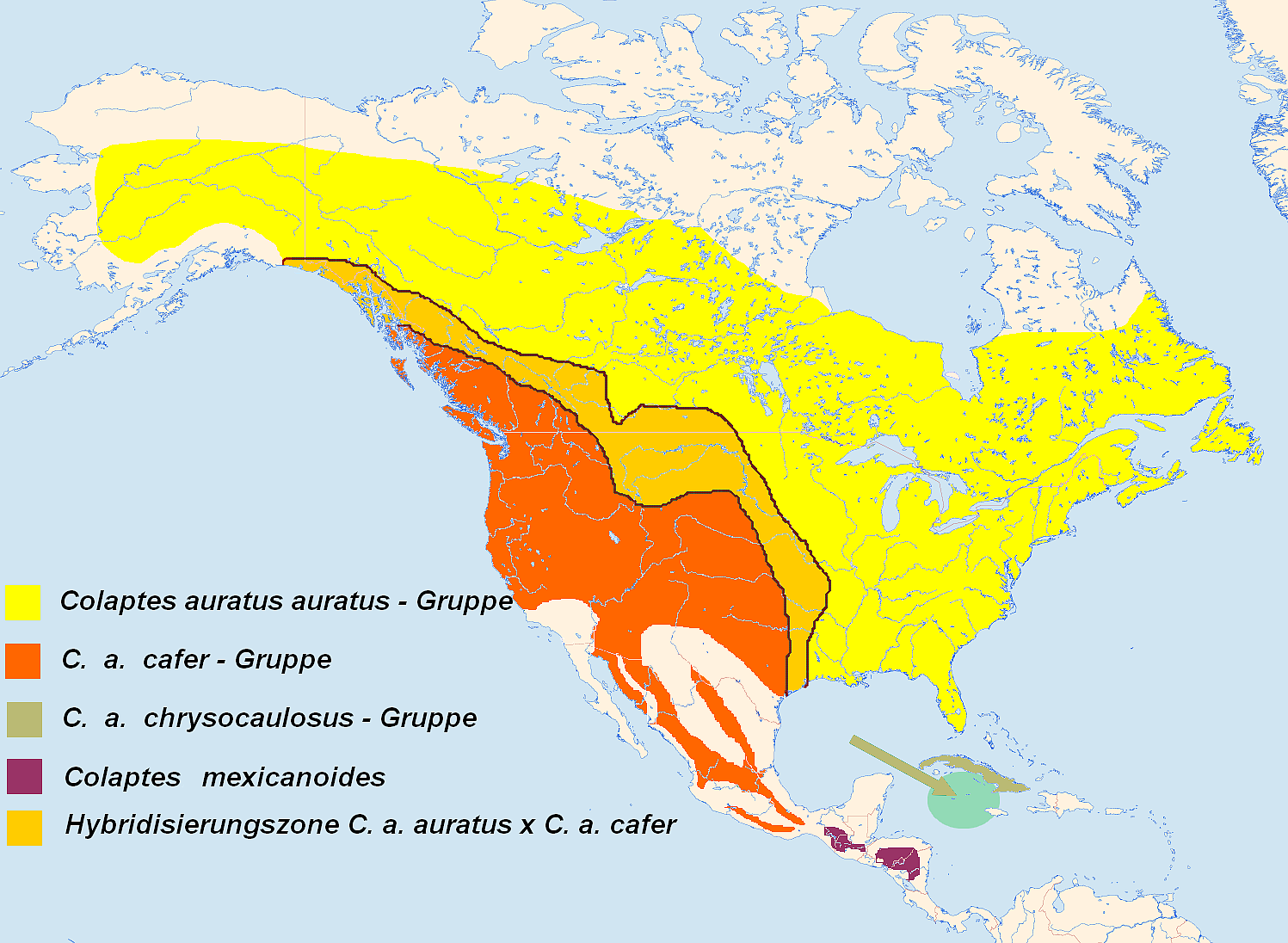